# 蓮花院 (久喜市)
蓮花院（れんげいん）は、埼玉県久喜市にある真言宗智山派の寺院。

## 歴史
創建年代は不明である。ただ1634年（寛永11年）寂の海順によって開山されたことから、江戸時代初期頃に創建されたものと推測される。開基は中村久右衛門で、第2代古河公方足利政氏の家臣の末裔である。
後に周辺の「大聖院」「密蔵院」「三入坊」を吸収合併している。しかし堂宇と墓地はそのまま残されており、現在は当院の分院として扱われている。

## 交通アクセス
- 久喜駅より徒歩24分。